# کحاله
کحاله (به عربی: كحالة) یک منطقهٔ مسکونی در لبنان است که در شهرستان عالیه واقع شده‌است.
 کحاله  ۱۳٬۰۰۰ نفر جمعیت دارد.